# 针枝芸香
针枝芸香（学名：Haplophyllum tragacanthoides）为芸香科拟芸香属下的一个种。